# Deutzer Gymnasium Schaurtestraße

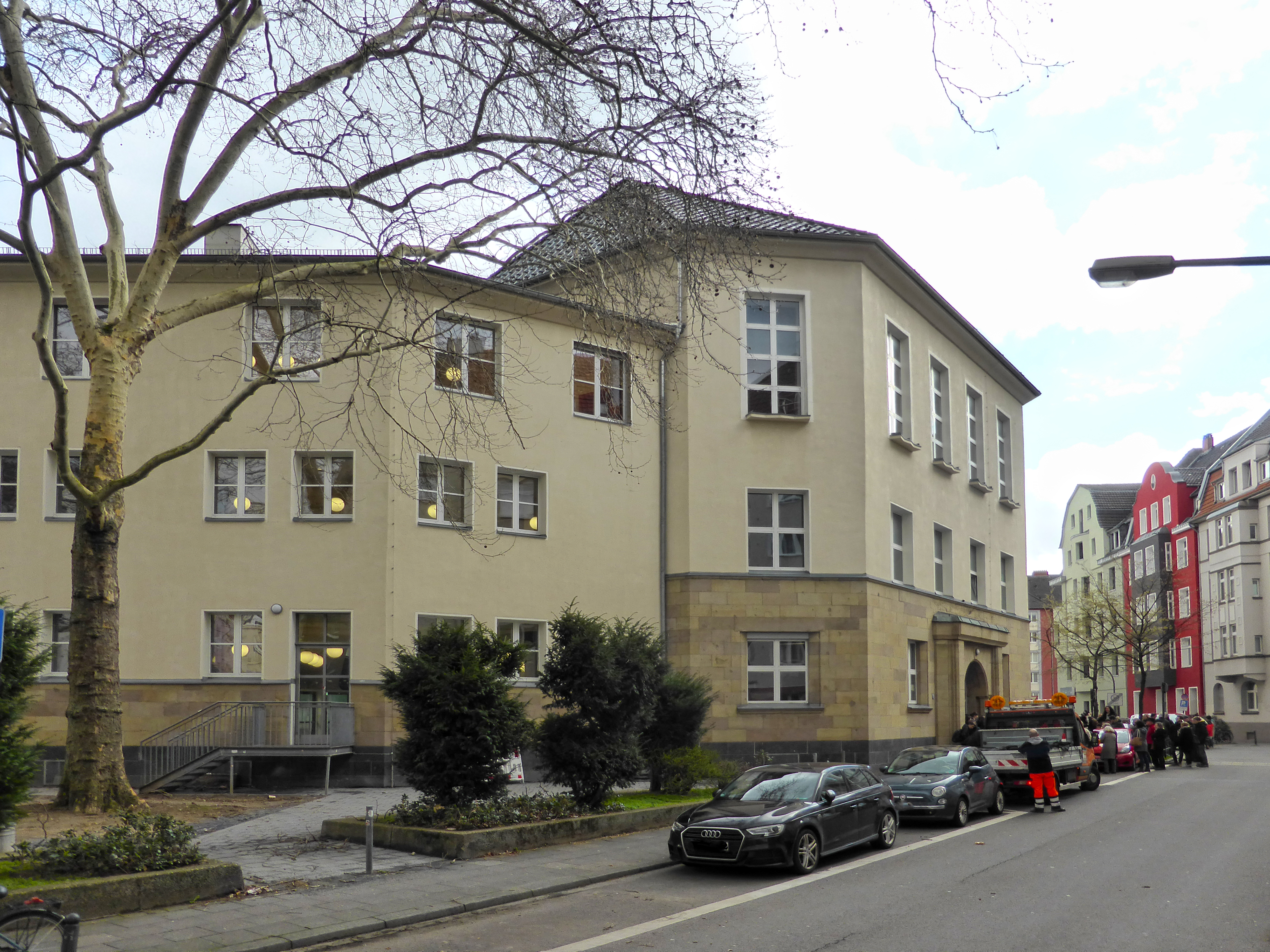
Deutzer Gymnasium Schaurtestraße

Das Deutzer Gymnasium Schaurtestraße ist ein Gymnasium in Deutz (Köln). Der offizielle Name des Gymnasiums lautet „Städtisches Neusprachliches Gymnasium Köln für Jungen und Mädchen, Schaurtestraße“. Schulträger ist die Stadt Köln.

## Geschichte

### 1908 bis 1945
Am 23. Juli 1908 wurde das Gymnasium als erstes Gymnasium auf der rechten Rheinseite Kölns gegründet. Schon 1910 begann man einen Neubau am Gotenring. 1930 erfolgten bereits Schüleraustausche mit englischen und französischen Schülern, hauptsächlich um die Fremdsprachen der Schüler zu entwickeln, aber auch um die Nachbarvölker zu verstehen. Unter der Nationalsozialistischen Führung mussten diese Austausche aufgrund der politischen Propaganda jedoch wieder aufgegeben werden. Es gab auch weitere Einschnitte, wie ein Verbot der Schülerzeitung oder das Verbot von Schülervereinen (außer den sportlich orientierten). Einige Lehrer und der langjährige Leiter der Schule, Theodor Eylert, wurden wegen fehlender Zustimmung zum Nationalsozialismus versetzt oder in den Ruhestand geschickt, während Studienräte, die dem NS-Regime folgten, zu Direktoren ernannt wurden. 1944 wurde das Gebäude aufgrund von Kriegsschäden geschlossen.

### Ab 1945
Nach dem Krieg wurde der Unterricht zunächst in acht Räumen aufgenommen, die den Krieg überstanden hatten. Erst 1958 waren alle Räume wiederhergestellt, lediglich das Dach über dem Südflügel fehlte noch. Seit 1968 wird auch das Unterrichtsfach „Russisch“ angeboten.

### Gebäude
In den Jahren 1999 bis Anfang 2002 wurde sich auf Initiative der Schülervertretung, der Lehrer (insbesondere durch Rolf Toonen) und Eltern intensiv dafür eingesetzt, die Schule in einen zeitgemäßen Zustand zu versetzen, was schließlich mit dazu beitrug, dass der Rat der Stadt Köln im Januar 2002 beschloss, eine umfassende Renovierung der Schule auszuschreiben. Im Herbst 2006 begannen die Arbeiten hierzu. Zum Schuljahresbeginn 2010/2011 wurde dann ein Neubau mit zwei Turnhallen, einem Verwaltungstrakt und neuen Fachräumen bezogen, der im Juli 2011 offiziell eingeweiht wurde. Anfang 2012 wurde der renovierte B–Trakt bezogen, zu Beginn des Schuljahrs 2012/2013 wurden renovierte Klassenräume im Mittelbau bezogen. Zu Beginn des Schuljahrs 2013/2014 wurden die Klassenräume im ersten und zweiten Stockwerk des A–Traktes bezogen. Anfang April 2014 wurde der A–Trakt, der sogenannte Kopfbau mit Mensa und Bibliothek übergeben, Mitte September 2014 die Aula.

### Schulleiter
- 1908 – 1. Mai 1924: Richard Jungbluth (geboren am 15. November 1874 in Dierdorf bei Neuwied; 1898 Dr. phil. in Bonn; ab 1908 Lehrer in Deutz; 1921 Oberstudiendirektor; 1924 Oberschulrat im Provinzialkollegium in Koblenz;[5] 1932 Honorarprofessor an der Universität zu Köln; gestorben am 13. Februar 1945[6])
- 1924 – 1925: Joseph Maubach (kommissarische Leitung; geboren am 18. Juni 1877 in Köln; 1902 Dr. phil in Bonn; ab 1909 als Oberlehrer in Deutz; 1922 Oberstudienrat; 1. Juli 1942 Ruhestand)[7]
- 1. August 1925 – 1. September 1934: Theodor Eylert (geboren am 5. März 1881 in Altona; 1912 Dr. phil in Münster (Westf.); danach Reform-Realgymnasium Köln-Mülheim)[8]
- 1934 – 1935: Joseph Maubach (kommissarische Leitung)[9]
- 1. Februar 1935 – 1945: Paul Börger (geboren am 11. März 1896 in Kirchderne bei Dortmund; 1922 bis 1925 Pfarrer der evgl.-luth. Kirchengemeinde Derne b. Dortmund; ab 1935 als Oberstudiendirektor in Deutz; 1939 bis 1945 Kriegsteilnehmer als Kommandeur eines Pionierbataillons[10])[11]
- 1. Juli 1942 – 2. März 1945 Joseph Meyer (geboren am 20. März 1898 in Köln-Ehrenfeld; 1923 Dr. rer. nat in Bonn; 1942 Oberstudiendirektor und Leiter des Mädchengymnasiums in Köln-Kalk;[12] gestorben am 2. März 1945 in Köln bei einem Luftangriff)[13]
- 1946 – Ostern 1953: Hermann Haferkamp (geboren am 7. Februar 1888 in Borbeck; ab 1919 als Oberlehrer in Deutz; 1950 Oberstudiendirektor; ab Mai 1950 auch kommissarische Leitung des Realgymnasiums in Porz[14])[15]
- 1. April 1953[16] – 1975: Robert Frohn
- 1976 – 1995: Karlheinz Scheuer
- 1995 – 2001: Burkhard Henkes
- Herbst 2001 – Januar 2003: Hans Peter Passmann (kommissarische Leitung)
- Februar 2003 – Januar 2016: Rolf Scheid
- Februar 2016 bis Mai 2016: Anja Veith-Grimm (kommissarische Leitung)
- ab Mai 2016: Anja Veith-Grimm

## Partnerschaften
Die Schule pflegt Internationale Schulpartnerschaften und einen regelmäßigen Schüleraustausch mit Partnerschulen in England, Frankreich, Russland, Israel und Spanien.
- Bury Grammar School in Bury (England)
- Collège Saint Martin in Nieppe (Frankreich)
- Klassisches Gymnasium No. 610 in Sankt Petersburg (Russland)
- Hebräisches Herzlia-Gymnasium in Tel Aviv (Israel)
- Colegio Maristes-Les Corts in Barcelona (Spanien)

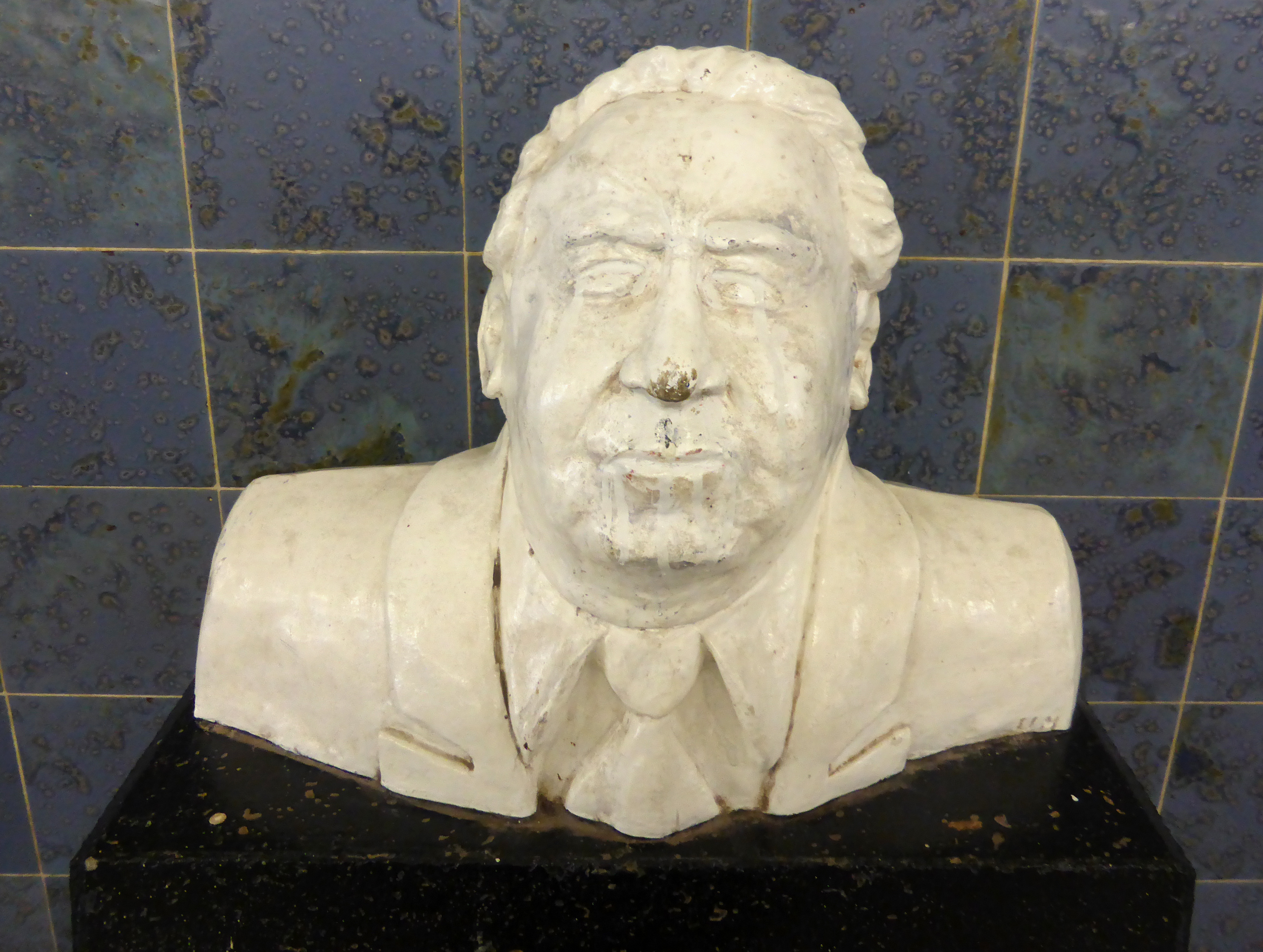

## Arbeitsgemeinschaften

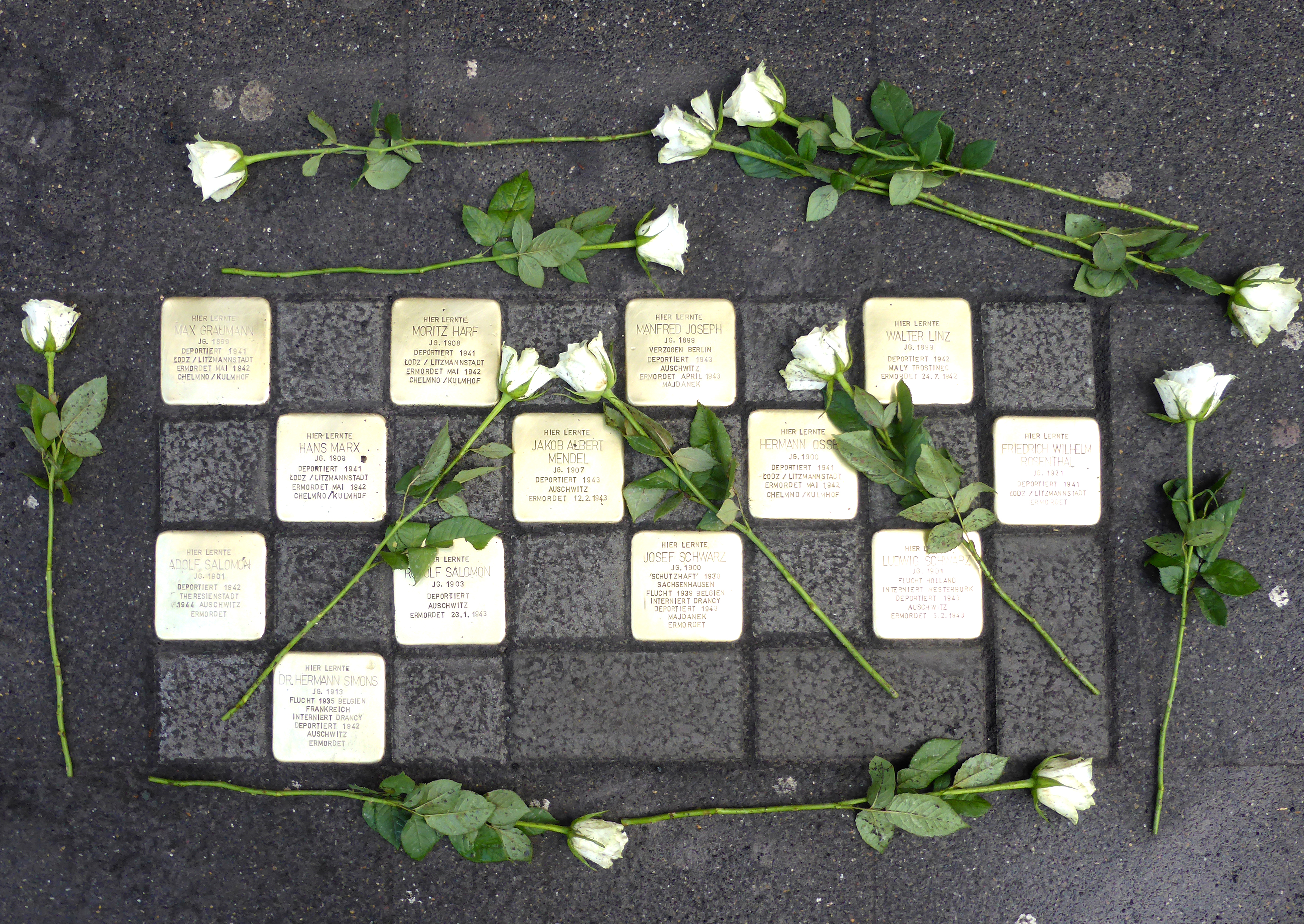
13 Stolpersteine vor dem Deutzer Gymnasium Schaurtestraße

Die Schule hält Arbeitsgemeinschaften und Kurse zu folgenden Themen bereit:
- Big Band, Chor, Instrumentalkreis
- Foto-AG, Informatik-AG, Schach-AG, AG Mathematik-Olympiade
- DELF (Diplôme d'Etudes en Langue Française), 'SchoolFlash' (Schülerzeitung), Schulkarneval
- Buch- und Lesewoche, Streitschlichtung, Gesundheitsförderung, Schulsanitäterdienst
- Anti-Rassismus-AG
  - Am 18. März 2019 wurden vom Künstler Gunter Demnig 13 Stolpersteine vor dem Gebäude des Deutzer Gymnasiums Schaurtestraße verlegt.[17] Schülerinnen und Schüler des Gymnasiums erforschen die Geschichte der jüdischen Mitschüler in der Zeit von 1908 bis 1938.[18] Die Initiative der Schüler und das Online-Gedenkbuch[19] wurden mit dem Reinhard-Engert-Preis für Geschichte ausgezeichnet. Eine Spendensammlung der Anti-Rassismus-AG an der Schule ermöglichte die Verlegung der Stolpersteine.[20]

## Bekannte Schüler
- Jürgen Becker (1932–2024), Lyriker, Prosaist und Hörspielautor. Von 1950 bis 1953 besuchte er das Gymnasium bis zum Abitur.
- Werner Dissel (1912–2003), Schauspieler und Regisseur. Widerstand im Nationalsozialismus und Inhaftierung durch die Gestapo. 1931 bestand er in Deutz die Reifeprüfung.
- Eberhard Feik (1943–1994), Schauspieler. In der Rolle des ‚Christian Thanner‘ spielte er als Partner-Kollege von Kommissar Horst Schimanski in der in Duisburg spielenden Tatort-Reihe.[21]
- Dieter Flimm (1939–2002), Architekt, Designer, Bühnenbildner, Szenograf sowie Regisseur, Musiker, Komponist und Hochschullehrer. Er bestand 1958 die Abiturprüfung.
- Jürgen Flimm (1941–2023), Regisseur, Schauspieler, Intendant und Hochschullehrer. Er legte 1963 am Schaurtegymnasium das Abitur ab.
- Herbert Hömig (1941–2020), Historiker und Professor. Er machte 1962 sein Abitur.
- Ernst Simons (1919–2006), 1936 aus rassistischen Gründen relegiert.[4] Sein Vater, der Religionslehrer der Schule und Rabbiner von Deutz, Julius Simons, wurde wie seine Frau Veronika und Sohn Hermann Simons in Auschwitz ermordet.
- Hanns Sinzig (1901–1992), Landrat in Altenkirchen 1948 bis 1966, Abitur 1927.
- Günther Weisenborn (1902–1969), Schauspieler und Widerstandskämpfer im Nationalsozialismus. 1923 bestand er in Deutz die Reifeprüfung.